# قورباغه (مجموعه تلویزیونی)
قورباغه (انگلیسی: The Frog; کره‌ای: 아무도 없는 숲속에서) یک مجموعه تلویزیونی محصول کره جنوبی به نویسندگی سون هو یونگ، کارگردانی مو وان ایل و با بازی کیم یون سوک، یون که سانگ، گو مین شی و لی جونگ اون است. این مجموعه در ۲۳ اوت ۲۰۲۴ از نتفلیکس در ۸ قسمت منتشر شد.

## بازیگران

### اصلی
- کیم یون سوک در نقش جون یونگ ها[۱]

صاحب یک مهمانکده
- یون که-سانگ در نقش گو سانگ جون[۱]

صاحب یک متل
- گو مین شی در نقش یو سونگ آه[۱]

زنی مرموز
- لی جونگ اون در نقش یون بو مین[۱]
  - ها یون کیونگ در نقش جوانی یون بو مین[۲]

یک کارآگاه

### مکمل
- پارک جی هوان در نقش جونگ دو[۳]
- پارک چانیول[۴]